# Romain Armand
Pour les articles homonymes, voir Armand.
Romain Armand, né le 27 février 1987 à Orange, est un footballeur français évoluant actuellement au poste d'attaquant à l'ES Sancoins

## Biographie
Romain Armand rejoint le centre de formation du Montpellier Hérault en 2002. Il signe son premier contrat professionnel lors de l'été 2007, le 1er juillet, pour une durée de trois ans. Il rentre en cours de jeu pour son premier match de Ligue 2 le 18 mai 2007 lors de la rencontre Montpellier HSC - LB Châteauroux.
En 2009, il est prêté au Clermont Foot Auvergne, toujours en Ligue 2.
Revenu à Montpellier, il ne fait qu'une seule apparition en équipe première, en raison d'une mésentente avec René Girard. Au mercato d'hiver, il résilie son contrat et s'engage avec l'AS Cannes.
Inscrivant 7 buts en 19 matchs avec les azuréens, il s'engage en juin 2011 avec un club qu'il connaît bien, le Clermont Foot Auvergne. Il rejoint ensuite pour la saison 2013 le SR Colmar, club de National, pour une année avec une année en option mais son contrat n'est pas renouvelé en fin de saison.
En contact avec FC Istres, il rejoint finalement, en août, le CS Sedan Ardennes, club de CFA. En fin de saison, le club sedanais termine premier du groupe A de CFA et retrouve alors le National. Romain Armand est le deuxième meilleur buteur du club avec seize buts inscrits en vingt-cinq rencontres de championnat.
En juin 2015, en fin de contrat, il rejoint l'US Orléans qui vient d'être relégué en National.
Romain Armand rejoint ensuite le Gazélec Ajaccio. Lors de sa première saison, il ne joue pas car il découvre qu'il souffre de la maladie de Crohn.

« J’arrive à Ajaccio en pleine possession de mes moyens et d’un coup, j’ai perdu huit kilos en un mois. On m’a diagnostiqué la maladie de Crohn. Gros coup dur parce qu’à ce moment-là, on ne se demande pas si on va être bon ou pas sur le terrain, on se demande juste si on va pouvoir trouver un traitement, survivre, rejouer au football un jour… Le Gazélec, c’est un club familial et je me sentais redevable. Je leur coûtais de l’argent et ne pouvais pas jouer. J’avais l’impression de les voler alors j’ai demandé à Christophe Ettori de résilier mon contrat. »

Sa seconde saison est réussie sur un plan personnel (13 buts), mais le Gazélec est relégué en National à la fin de la saison.
Lors de la saison 2019-2020, il rejoint le projet ambitieux du Paris FC, entraîné par Mécha Bazdarevic. En janvier, l’entraîneur Bosnien est démis de ces fonctions et remplacé par René Girard. Armand joue de moins en moins.
Le joueur rejoint alors le Pau FC, avec une réputation de quatrième meilleur buteur de Ligue 2 en activité, et contribue au maintien miraculeux du club en Ligue 2. Armand déclare songer à une reconversion au sein du club béarnais.
il signe ensuite à Versailles en national mais arrête rapidement à la suite d'une blessure 
Actuellement il est directeur technique des jeunes à la Berrichonne de Châteauroux et adjoint de l’équipe professionnelle avec Cris et sont en train de réaliser l’exploit de les maintenir avec une super seconde partie de championnat….

## Palmarès
| - Montpellier HSC - Meilleur buteur du National 2 (ex-CFA) en 2008-2009 avec 25 buts. - Championnat de France de Ligue 2 - Vice-champion : 2009 - champion de France (ex- cfa) avec Sedan et meilleur joueur de cfa - vice champion de France de national avec us Orléans |

## Statistiques
| Saison                | Club                  | Championnat           | Championnat | Championnat | Coupe nationale | Coupe nationale | Coupe de la Ligue | Coupe de la Ligue | Compétition(s) continentale(s) | Compétition(s) continentale(s) | Compétition(s) continentale(s) | Total | Total |
| Saison                | Club                  | Division              | M.          | B.          | M.              | B.              | M.                | B.                | Comp.                          | M.                             | B.                             | M.    | B.    |
| 2006-2007             | Montpellier HSC       | Ligue 2               | 2           | 0           | 2               | 1               | -                 | -                 | -                              | -                              | -                              | 4     | 1     |
| 2007-2008             | Montpellier HSC       | Ligue 2               | 17          | 2           | 4               | 1               | -                 | -                 | -                              | -                              | -                              | 21    | 3     |
| 2008-2009             | Montpellier HSC       | Ligue 2               | 6           | 1           | 3               | 2               | -                 | -                 | -                              | -                              | -                              | 9     | 3     |
| 2009-2010             | Clermont Foot (prêt)  | Ligue 2               | 24          | 5           | 1               | 0               | 3                 | 0                 | -                              | -                              | -                              | 28    | 5     |
| 2010-2011             | Montpellier HSC       | Ligue 1               | 1           | 0           | -               | -               | -                 | -                 | C3                             | 1                              | 0                              | 2     | 0     |
| Sous-total            | Sous-total            | Sous-total            | 50          | 8           | 10              | 4               | 3                 | 0                 | -                              | 1                              | 0                              | 64    | 12    |
| 2010-2011             | AS Cannes             | National              | 19          | 7           | -               | -               | -                 | -                 | -                              | -                              | -                              | 19    | 7     |
| Sous-total            | Sous-total            | Sous-total            | 19          | 7           | -               | -               | -                 | -                 | -                              | -                              | -                              | 19    | 7     |
| 2011-2012             | Clermont Foot         | Ligue 2               | 27          | 4           | 1               | 0               | 1                 | 0                 | -                              | -                              | -                              | 29    | 4     |
| 2012-2013             | Clermont Foot         | Ligue 2               | 27          | 3           | 1               | 0               | -                 | -                 | -                              | -                              | -                              | 28    | 3     |
| Sous-total            | Sous-total            | Sous-total            | 54          | 7           | 2               | 0               | 1                 | 0                 | -                              | -                              | -                              | 57    | 7     |
| 2013-2014             | SR Colmar             | National              | 27          | 6           | -               | -               | -                 | -                 | -                              | -                              | -                              | 27    | 6     |
| Sous-total            | Sous-total            | Sous-total            | 27          | 6           | -               | -               | -                 | -                 | -                              | -                              | -                              | 27    | 6     |
| 2014-2015             | CS Sedan Ardennes     | CFA                   | 25          | 16          | 3               | 4               | -                 | -                 | -                              | -                              | -                              | 28    | 20    |
| Sous-total            | Sous-total            | Sous-total            | 25          | 16          | 3               | 4               | -                 | -                 | -                              | -                              | -                              | 28    | 20    |
| 2015-2016             | US Orléans            | National              | 31          | 12          | 3               | 3               | 1                 | 1                 | -                              | -                              | -                              | 35    | 16    |
| 2016-2017             | US Orléans            | Ligue 2               | 30+2        | 6+0         | 1               | 0               | 1                 | 0                 | -                              | -                              | -                              | 34    | 6     |
| Sous-total            | Sous-total            | Sous-total            | 63          | 18          | 4               | 3               | 2                 | 1                 | -                              | -                              | -                              | 69    | 22    |
| 2017-2018             | GFC Ajaccio           | Ligue 2               | 25          | 4           | 3               | 0               | 1                 | 0                 | -                              | -                              | -                              | 29    | 4     |
| 2018-2019             | GFC Ajaccio           | Ligue 2               | 36          | 13          | 2               | 1               | -                 | -                 | -                              | -                              | -                              | 38    | 14    |
| Sous-total            | Sous-total            | Sous-total            | 61          | 17          | 5               | 1               | 1                 | 0                 | -                              | -                              | -                              | 67    | 18    |
| 2019-2020             | Paris FC              | Ligue 2               | 22          | 7           | 2               | 1               | 2                 | -                 | -                              | -                              | -                              | 26    | 8     |
| Sous-total            | Sous-total            | Sous-total            | 61          | 17          | 5               | 1               | 1                 | 0                 | -                              | -                              | -                              | 67    | 18    |
| Total sur la carrière | Total sur la carrière | Total sur la carrière | 288         | 74          | 22              | 12              | 7                 | 1                 | -                              | 1                              | 0                              | 318   | 87    |